# Адріан Палестинський
Адріан Палестинський (теж відомий як Адріан Ванейський та Адріан Кесарійський, † 309, Кесарія Палестинська, Ізраїль) — ранньохристиянський мученик, що зазнав мученицької смерті за віру в Палестині, спочатку будучи киненим на розтерзання левам, а потім вбитий мечем. Визнаний святим.
Його пам'ять вшановують разом зі Святим Еввулом. Святі Адріан і Еввул постраждали за сповідування вчення Христа в Кесарії Палестинській (насьогодні руїни на Середземному узбережжі Ізраїлю) від Фірміліана, куди прийшли для відвідин інших сповідників, і після мук від диких звірів, Святий Адріан помер від меча, а Еввул після боротьби став їхньою здобиччю в 309 році. В Пролозі, Монгацейська країна зветься Ванеєю, в інших Ганеєю.
Православна церква вшановує його пам'ять 3 лютого.
На іконах Адріан Палестинський зображується людиною вірменського типу, дуже сильним, оскільки боровся з левом, з бородою середньої величини, в туніці нижче колін, підпоясаним, зверху носить короткий плащ, на голові шапка.